# Blackburn Rovers Football Club 2019-2020
Questa voce raccoglie le informazioni riguardanti il Blackburn Rovers Football Club nelle competizioni ufficiali della stagione 2019-2020.

## Maglie e sponsor
| Casa | Trasferta | Terza divisa |

Sponsor ufficiale: IOBet
Fornitore tecnico: Umbro

## Rosa
Aggiornata al 23 agosto 2019.
| N. |                        | Ruolo | Calciatore        |
| -- | ---------------------- | ----- | ----------------- |
| 1  | Inghilterra (bandiera) | P     | Christian Walton  |
| 2  | Namibia (bandiera)     | D     | Ryan Nyambe       |
| 3  | Irlanda (bandiera)     | D     | Derrick Williams  |
| 4  | Inghilterra (bandiera) | C     | Bradley Johnson   |
| 5  | Irlanda (bandiera)     | D     | Greg Cunningham   |
| 6  | Inghilterra (bandiera) | C     | Richard Smallwood |
| 7  | Inghilterra (bandiera) | A     | Adam Armstrong    |
| 8  | Inghilterra (bandiera) | C     | Joe Rothwell      |
| 9  | Inghilterra (bandiera) | A     | Sam Gallagher     |
| 10 | Inghilterra (bandiera) | A     | Danny Graham      |
| 11 | Inghilterra (bandiera) | C     | Harry Chapman     |
| 12 | Inghilterra (bandiera) | A     | Dominic Samuel    |

| N. |                             | Ruolo | Calciatore       |
| -- | --------------------------- | ----- | ---------------- |
| 13 | Canada (bandiera)           | P     | Jayson Leutwiler |
| 17 | Giamaica (bandiera)         | D     | Amari'i Bell     |
| 18 | Irlanda (bandiera)          | C     | Jacob Davenport  |
| 19 | Inghilterra (bandiera)      | C     | Stewart Downing  |
| 20 | Inghilterra (bandiera)      | A     | Ben Brereton     |
| 23 | Inghilterra (bandiera)      | C     | Bradley Dack     |
| 24 | Inghilterra (bandiera)      | D     | Tosin Adarabioyo |
| 26 | Irlanda (bandiera)          | D     | Darragh Lenihan  |
| 27 | Inghilterra (bandiera)      | D     | Lewis Travis     |
| 29 | Irlanda del Nord (bandiera) | C     | Corry Evans      |
| 30 | Inghilterra (bandiera)      | D     | Sam Hart         |
| 31 | Giamaica (bandiera)         | C     | Elliott Bennett  |